# Aistopetalum
Aistopetalum é um género botânico pertencente à família Cunoniaceae.
É nativo da Austrália.

## Espécies
Apresenta apenas duas espécies:
- Aistopetalum multiflorum
- Aistopetalum viticoides (Também catalogada como Aistopetalum tetramerum)